# Quero Colo
Quero Colo é o segundo álbum de estúdio do cantor Leonardo, lançado em 2000. O álbum alcançou o primeiro lugar na lista de álbuns mais vendidos em São Paulo. Recebeu a certificação de disco de Diamante da ABPD.

## Faixas
| N.º | Título                         | Compositor(es)                              | Duração |  |
| 1.  | "Fiquei Sozinho"               | Alessandro / César Augusto                  | 3:52    |  |
| 2.  | "Longe de Você"                | Alessandro / Juliano Vitor                  | 4:13    |  |
| 3.  | "Não Me Jogue Fora"            | Carlos Colla / Michael Sullivan             | 3:46    |  |
| 4.  | "Água de Coco"                 | Edmar Neves / Jairo Goes                    | 3:17    |  |
| 5.  | "Como Esquecer de Você"        | César Augusto / Piska                       | 4:28    |  |
| 6.  | "Feitiço"                      | Antonio Luiz / César Augusto                | 3:42    |  |
| 7.  | "Maior Amor do Mundo"          | Antonio Luiz / Juliano Vitor / Lucas Robles | 4:34    |  |
| 8.  | "Parei na Contramão"           | Erasmo Carlos / Roberto Carlos              | 2:47    |  |
| 9.  | "Não Fui Eu"                   | Antonio Luiz / César Augusto                | 4:46    |  |
| 10. | "Rola Pinga"                   | Ivo Ramos / Jairo Goes                      | 2:43    |  |
| 11. | "Eu Gosto Sim"                 | César Augusto                               | 4:35    |  |
| 12. | "Quero Colo"                   | Chrystian                                   | 4:02    |  |
| 13. | "Deixaria Tudo (Dejaria Todo)" | Estefano Salgado / Lucas Robles             | 4:24    |  |
| 14. | "Fonte de Desejos"             | Cosmo                                       | 3:41    |  |

## Certificações
| Brasil (ABPD)                             | Diamante | 2001 | 1.000.000* |
| *número de vendas baseado na certificação |          |      |            |